# Баранамтарра

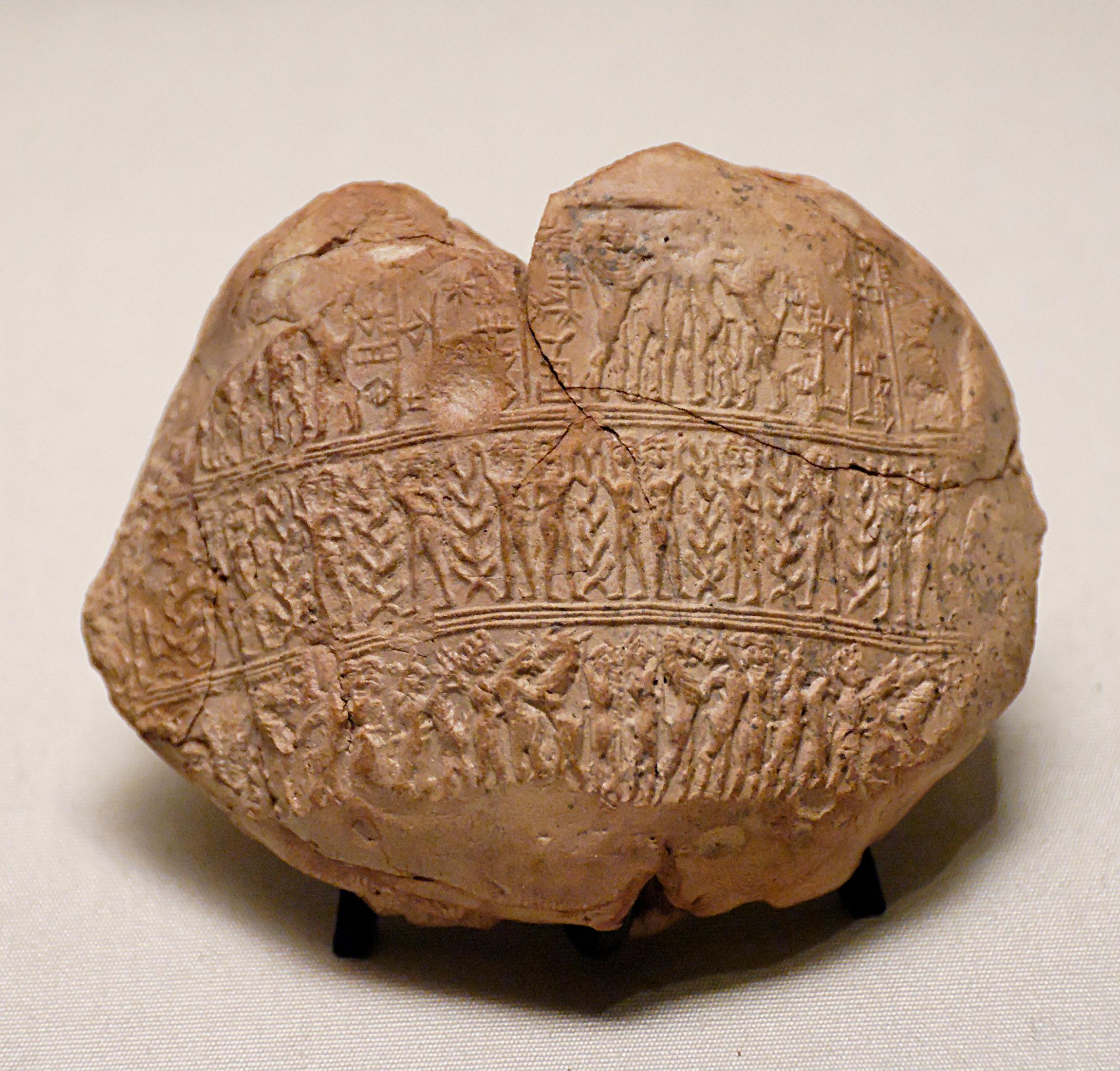
Печать Барнамтарры (Лувр)

Баранатамтарра (англ. Baranamtarra) — царица Лагаша в XXIV веке до н. э.
В 2348 году до н. э. Баранатамтарра и её муж Лугальанда захватили власть в Лагаше, одном из старейших шумерских городов. Они стали крупнейшими землевладельцами в городе, представительством храма и владели несколькими имениями. Царица Баранатамтарра управляла как собственные поместьями, так и владениями храма богини Бау. Она продавала и покупала рабов и посылала дипломатические миссии в сопредельные государства.
Записи, сохранившиеся до сегодняшнего дня, отражают хозяйственную деятельность царицы Лагаша в глубокой старости. Город был одним из центров международной торговли и процветал. Баранатамтара отправляла шерстяную одежду и золото в Тильмун, медь в Зольду, товары из Тильмуна импортировались в соседний город Умма. В соответствии с верованиями международных торговцев, она установила бронзовую статую богини Нанши (Nanshe). Для своих владений, где изготовлялись молочные продукты, Баранатамтарра приобретала крупный рогатый скот в Эламе.
Из-за политической нестабильности Баранатамтарра и Лугальанда были свергнуты (возможно, в итоге народного восстания) социальным реформатором Уруинимгиной (Урукагиной) в 2378 году до н. э. Свергнутые Лугальанда и Баранамтарра не были убиты победителями. Бывший правитель дожил остаток дней в одном из храмов; царица же прожила ещё 3 года, в течение которых продолжала вести свои дела, при этом её общественное положение существенно не изменилось.

## Память
Фигурирует в «Этаже наследия» — списке из 998 имён мифических и исторических выдающихся женщин в западной цивилизации.